# Araneus decentellus
Araneus decentellus là một loài nhện trong họ Araneidae.
Loài này thuộc chi Araneus. Araneus decentellus được Embrik Strand miêu tả năm 1907.